# Raif Badawi
Raif Badawi (Arabisch: رائف بدوي) (13 januari 1984) is een Saoedische blogger en oprichter van de Saoedische website "Vrije Saoedische Liberalen".
Jarenlang was zijn website een belangrijk platform voor Saoedische liberalen. Het koningshuis en de islamitische autoriteiten namen echter even lang aanstoot aan het forum. Herhaaldelijk zag Badawi zich gedwongen het forum van internet te halen, maar plaatste het vervolgens steeds weer online.

## Aanklacht en veroordeling
Op de website werd kritiek gegeven op de rol van religie in de Saoedische samenleving en werden religieuze leiders bekritiseerd. Op 6 december 2008 werd de blogger zonder opgave van reden op de luchthaven van Djedda belet het land te verlaten toen hij naar Beiroet wilde reizen. Aangenomen werd dat het reisverbod volgde op zijn kritiek op de religieuze politie voor het schenden van mensenrechten.
In 2011 werd er een aanklacht tegen Badawi ingediend, nadat hij meerdere malen was gewaarschuwd voor zijn daden. Justitie verweet Badawi religieuze waarden te hebben aangevallen. De rechtsgeleerde Abd al-Rahman al-Barrak veroordeelde in maart 2012 Badawi tot ongelovige, "die aangeklaagd en veroordeeld moest worden zoals hij dat verdient". Bovendien vond Badawi moslims, christenen, joden en atheïsten gelijkwaardig aan elkaar en daarom eiste de rechtsgeleerde dat dit niet zonder gevolgen mocht blijven.
Nadat de blogger zich met medestanders keerden tegen de politisering van de islam, werd hij op 17 juni 2012 gearresteerd. Zijn vrouw en kinderen vluchtten naar Libanon, later naar Quebec. In december werd de procedure tegen Badawi in gang gezet. De aanklacht was afvalligheid, waarop in Saoedi-Arabië de doodstraf staat. Badawi wist de straf echter te ontlopen doordat hij tijdens de zitting in Djedda driemaal de islamitische geloofsbelijdenis uitsprak. De rechter liet daarop de aanklacht afvalligheid vallen. Op 30 juni 2013 werd de blogger veroordeeld tot 600 zweepslagen en zeven jaar gevangenisstraf wegens belediging van de islam. Amnesty International noemt Badawi een gewetensgevangene.
Het ten laste gelegde vonnis werd tijdens een hoger beroep omgezet tot tien jaar cel, omgerekend 226.000 euro boete en duizend zweepslagen. Badawi kreeg op vrijdag 9 januari 2015 in het openbaar de eerste vijftig zweepslagen voor de Al-Jafalimoskee in Jeddah. De overige zweepslagen zouden worden verdeeld over een periode van vijftig weken, maar werden wegens de slechte gezondheid van Badawi niet uitgevoerd.
De advocaat van Badawi, Waleed Abulkhair, werd veroordeeld na het opzetten van een mensenrechtenorganisatie en kreeg 15 jaar cel voor schuldigbevinding aan ondermijning van het regime, opruiing en het beledigen van de rechterlijke macht.
Op 11 maart 2022 kwam Badawi na 10 jaar vrij. Hij kreeg echter een reisverbod van 10 jaar opgelegd, waardoor hij onder meer niet naar zijn vrouw en kinderen in Canada kan afreizen.

## Reacties
De vader van de blogger liet tijdens een Saoedische tv-discussie weten dat hij bewijzen heeft dat zijn zoon atheïst is. Hij zei dat als de autoriteiten zijn zoon niet willen executeren, hij dat zelf wel zou willen doen.
De Duitse regering verzocht Saoed-Arabië in maart 2015 Badawi vrij te laten. In een brief aan het Duitse weekblad Der Spiegel beschreef de blogger het ondergaan van de straf. Over zijn ervaringen heeft Badawi een boek geschreven onder de titel 1000 zweepslagen: waarom ik zeg wat ik denk.

## Prijzen
- Op 29 oktober 2015 besloot het Europees Parlement de Sacharovprijs aan Badawi te verlenen.[12]
- In 2016 werd de Prijs voor de Vrijheid van de Liberale Internationale aan hem toegekend.